# Matalàs

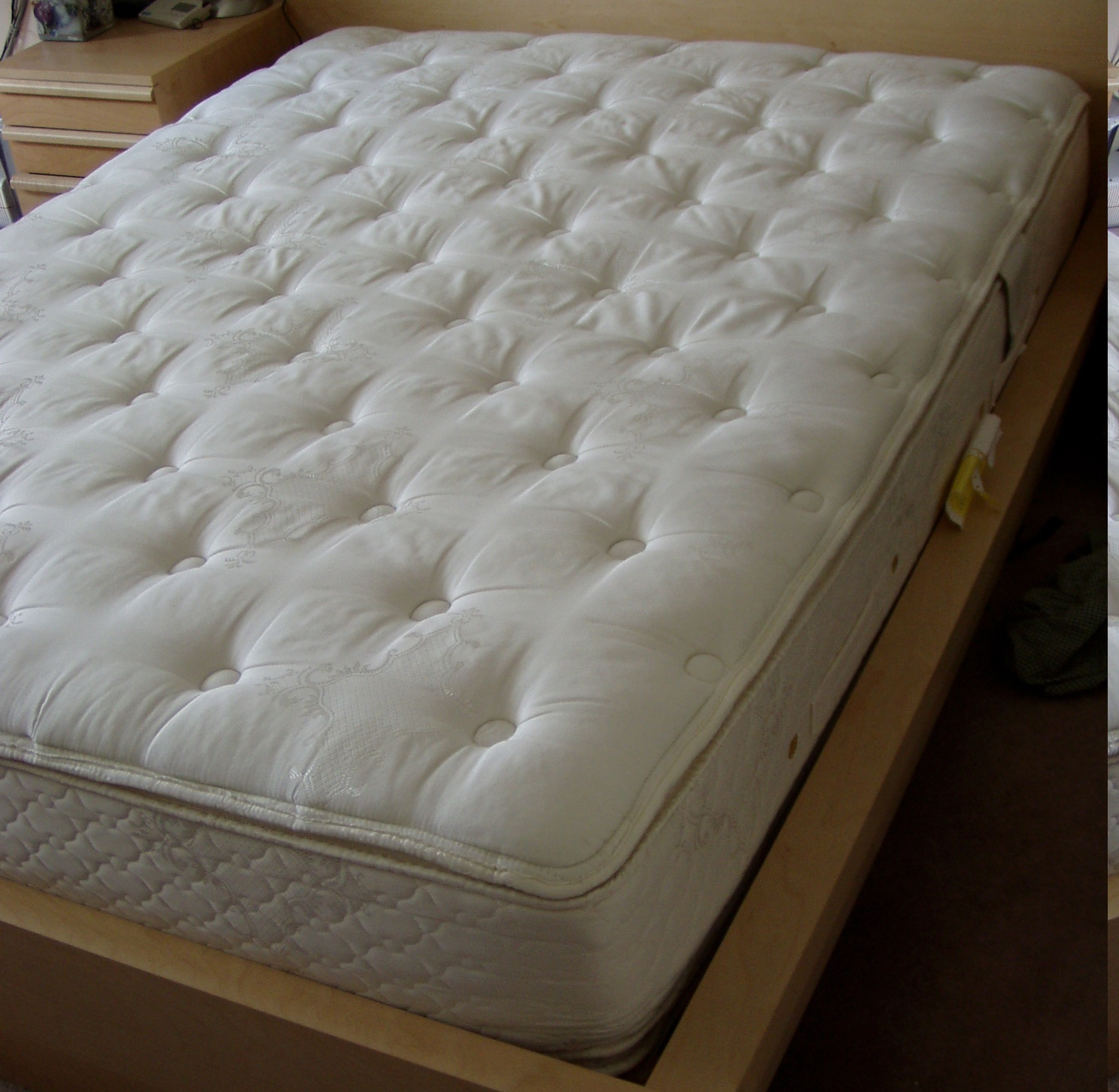
Matalàs

Un matalàs, matalaf o matalap és la part del llit que consisteix en una mena de sac rectangular de tela cosit de tots costats, ple de llana, cotó, escuma, molles, crin, ploma, poliuretà expandit, etc., que serveix ordinàriament per a jeure-hi al damunt.
Una fillola és un matalasset que es posa entre dos matalassos grans per a evitar que es formi clot i per a donar més comoditat a qui s'hi ha d'estar.

## Tipus de matalassos
- Matalàs d'aigua: matalàs que és ple d'aigua.
- Matalàs auto-inflable matalàs per a càmping farcit d'escuma, que en si mateixa proporciona poc suport, però s'expandeix quan s'obre la vàlvula d'aire permetent l'entrada d'aire, de manera que el matalàs (gairebé) s'infla sol, de forma que no cal cap bomba per inflar-los.
- Matalàs inflable: matalàs de tela o de plàstic ple d'aire, que sura a l'aigua.
- Matalàs de llana: confeccionats de teixits de cotó punt o barrejats amb una mica de polièster, farciments de capes de llana que, a mesura que passava el temps, eren renovades quan perdien consistència.
- Matalàs de molles: (sistema Bonell): estructures de ferro cilíndric que, mitjançant la seva formació, sostenien el cos en posició semirígida. Confeccionats en diferents teixits, han sigut desplaçats en l'actual mercat, relegats a matalassos econòmics.
- Matalàs de molles (molles ensacades o individuals): el nou sistema de molles ensacades té un funcionament molt similar al sistema Bonell amb una particularitat. Si al sistema Bonell les molles estaven enganxades entre sí (fet que provocava una sensació de rigidesa i, habitualment, podia fer que amb el temps les molles sortissin disparades), les molles ensacades estan lliures les unes de les altres creant un sistema de descans molt més adaptable a les diferents parts del cos. Sovint es combina amb diferents materials (viscoelàstica o làtex) creant el que s'anomena "matalàs de molles ensacades combinat".
- Matalàs làtex: creats en un moment en què només existien les molles o altres submatalassos, va ser molt revolucionari l'ús del làtex per a la creació de matalassos més adaptables i flexibles. El làtex és una resina que prové de l'extracció de la resina d'un arbre. Combinat al principi amb cotó a l'estiu i llana a l'hivern, va ser i continua sent el matalàs predilecte pel somiers articulats.,
- Matalàs d'escuma: tot i que "escuma" és un concepte molt ampli, es solen anomenar matalassos d'espuma tots aquells matalassos d'escuma de poliuretà tallada en diferents gruixos i densitats formant un ampli ventall de possibilitats quant a duresa, suavitat, alçada, etc.
- Matalàs viscoelàstic: és l'últim material que ha sortit al mercat. L'escuma viscoelàstica és una material que es caracteritza per la seva adaptabilitat a les formes del cos. Aquesta capacitat és deguda a dos efectes, un efecte termosensible i un efecte de pressió per pes. La possibilitat de fabricar-lo en diferents gruixos, densitats i suports (escumes, HR, làtex, molles) permet a aquest material la possibilitat de fer un gran ventall de matalassos viscoelàstics.[6]